# Puente Présaras
Puente Présaras (en gallego y oficialmente, A Ponte Présaras) es una aldea española situada en la parroquia de Andabao, del municipio de Boimorto, en la provincia de La Coruña, Galicia.

## Demografía
| Gráfica de evolución demográfica de Ponte Présaras entre 2000 y 2018 |
|                                                                      |
| Datos según el nomenclátor publicado por el INE.                     |